# VERITAS File System
VERITAS File System（VxFS）は、エクステントベースのファイルシステム。VERITASソフトウェアが開発した。OEM契約により、VxFSはHP-UXオペレーティングシステムの主要ファイルシステムとして使われている（ただし、HP-UXでは JFS と呼ばれている）。また、ライセンスに基づきオンラインのデフラグメンテーションとリサイズをサポートしたものは Online JFS と呼ばれている。他にもAIX、Linux、Solaris、OpenSolaris、UnixWare、OpenServer などでサポートされている。VxFSは、本来AT&Tの UNIX Systems Laboratories のために開発された。VxFSは Veritas Storage Foundation（他に Veritas Volume Manager を含む）の一部としてパッケージ化されている。

## 歴史
ベンダーによれば、VxFSは世界初の商用ジャーナリングファイルシステムだという。これは、商用製品として初めてのジャーナリングファイルシステムとも解釈できるし、ハードウェアにバンドルされていない製品として初めてとも解釈できる。
VxFSの最初の開発者の1人として Dan Koren が挙げられる。彼はあるメーリングリストで、1990年にAT&Tとの契約でVxFSの開発を開始し、約1年で release 1.0 を完成させたと記している。他の文献でも1991年に最初の製品をリリースしたという点で一致している。
1990年代初めにはインターネットは広く利用可能というわけではなかったため、Unix系OSに新たなファイルシステムを導入するのは今よりも難しく、リリースと商用化の間に1、2年の遅延が生じることも珍しくなかった。

## バージョン履歴
VxFS のディスク上のレイアウトにはバージョンがあり、ファイルシステムがマウントされた状態でアップグレード可能である。バージョンは今のところ7まで存在する。
- バージョン2 - ファイルセット、動的inode割り当て、ACLを追加サポート。VxFS 4.0 では、バージョン1から3までが既にサポートされていない。
- バージョン4 - ストレージ・チェックポイントを追加サポートし、Veritas Cluster File System をサポート。VxFS 3.2.1 で導入された。VxFS 5.1 ではバージョン4のレイアウトは既にサポートされていない[8]。
- バージョン5 - 最大32TB (245 bytes) までのファイルシステムをサポート。個々のファイルは最大 2TB までである。VxFS 3.5 で導入されたが、VxFS 5.1 ではバージョン5のレイアウトは既にサポートされていない[8]。
- バージョン6 - ファイルシステムもファイルも最大 8EB (263 bytes) までサポートしている。バージョン6 では、複数ボリュームでの名前付きストリーム/リソースフォーク、ファイル変更ログもサポートしている。バージョン6 は VxFS 4.0 で導入された。
- バージョン7 - ダイナミックストレージティアリング機能をサポート。異なるボリューム間でファイルを移動でき、ファイル生成時にポリシーに基づいて異なるボリューム群にアロケートでき、ボリュームを個別に復旧してもファイルシステムの名前空間を変化させない。バージョン7は VxFS 5.0 で導入された。

バージョン8または9で、透過的圧縮と透過的暗号化が追加サポートされる予定。

## パラレルアクセスモード
VxFSには、シングルインスタンスモードとパラレルアクセスモード（クラスタモード）という動作モードがある。パラレルアクセスモードは複数のサーバが同時に同じファイルシステムにアクセスできるモードである。このモードで動作するVxFSは Veritas Cluster File System と呼ばれる。
どちらのモードでもVxFSとしてのディスク上のレイアウトは同じであり、モードの切り替えに際して変換などは不要である。